# Учасники російсько-української війни Л
Учасники російсько-української війни, прізвища яких починаються з літери Л:

## Лаб— Лєщ
1. Лаба Сергій Петрович[1]
2. Лабань Роман Олегович
3. Лабузов Володимир Володимирович
4. Лабун Євген Васильович[2]
5. Лабунець Іван Миколайович
6. Лабунець Євген Сергійович
7. Лабунський Денис Богданович
8. Лабунський Олександр Миколайович
9. Лабуткін Дмитро Віталійович
10. Лавкай Василь Васильович
11. Лавошник Юрій Миколайович
12. Лавренко Олександр Миколайович
13. Лаврентьєв Іван Олександрович
14. Лавренчук Віктор Іванович
15. Лавренчук Віталій Вікторович
16. Лавренчук Леонід[3]
17. Лавренчук Юрій Васильович
18. Лавренюк Віктор Володимирович
19. Лаврик Володимир Володимирович
20. Лаврик Станіслав Людвігович
21. Лавриненко Олександр Петрович
22. Лавринець Андрій Миколайович
23. Лаврів Тарас Олегович
24. Лавріненко Петро Григорович
25. Лаврінець Олена Геннадіївна
26. Лавринюк Антон Анатолійович
27. Лавров Віталій Олексійович
28. Лавров Дмитро Павлович
29. Лавров Євген Олександрович
30. Лавровський Назарій Юрійович[4]
31. Лаврусь Вадим Васильович
32. Лагерник Андрій Анатолійович
33. Лагно Іван Вікторович
34. Лагно Роман Іванович
35. Лагунов Дмитро Анатолійович
36. Лагута Володимир Вікторович
37. Лагута Володимир Володимирович
38. Ладиженський Олександр Васильович
39. Ладинський Юрій Вікторович
40. Ладур Олександр Михайлович
41. Лазаренко Олександр Олександрович
42. Лазаренко Павло Миколайович
43. Лазарєв Віталій Олександрович
44. Лазарєв Володимир Володимирович
45. Лазарєв Едуард Дмитрович
46. Лазарєв Павло Сергійович
47. Лазарович Микола Васильович
48. Лазаренко Ростислав Павлович
49. Лазебний Сергій Миколайович
50. Лазенко Сергій Васильович
51. Лазорик Михайло Дмитрович[5]
52. Лазовський Олександр Сергійович
53. Лайдьонов Володимир Сергійович
54. Лайков Володимир Михайлович
55. Лакей Сергій Володимирович
56. Лакуста Гліб Юрійович
57. Лакуста Олег Корнійович
58. Лампадова Ганна Василівна
59. Ланевич Вячеслав Володимирович
60. Ланець Олександр Сергійович[6]
61. Ланецький Сергій Алімович
62. Лановейчик Олександр Петрович
63. Лановий Максим Борисович
64. Лапенко Віталій Вікторович
65. Лапійчук Сергій Петрович
66. Лапін Ігор Олександрович
67. Лапінський Олег Мирославович
68. Лаптєв Павло Валерійович
69. Лаптін Іван Максимович
70. Лапутіна Юлія Анатоліївна
71. Лапчевський Євген Борисович
72. Лапчинський Сергій Володимирович
73. Лапчук Василь Степанович
74. Ларін Микола Володимирович
75. Ларін Микола Миколайович
76. Ларіонов Олександр Борисович
77. Ласійчук Євген Вікторович
78. Ласкаржевський Василь Ігорович
79. Лаский Володимир Євгенович
80. Ласкін Сергій Володимирович
81. Ласовський Леонід Олександрович
82. Ластович Олексій Юрійович
83. Ласьков Олександр Леонідович
84. Лаушкін Олександр Сергійович
85. Лахтадир Максим Васильович
86. Лашко Роман Володимирович
87. Лашкул Віталій Леонідович
88. Лашхія Коте
89. Лащенко Артем Сергійович
90. Лащенко Максим Сергійович
91. Лащук Микола Володимирович
92. Лащук Юрій Вадимович
93. Лебеденко Іван Анатолійович
94. Лебеденко Олександр Сергійович
95. Лебеденко Юрій Володимирович
96. Лебедєв Андрій Володимирович
97. Лебедєв Юрій Володимирович
98. Лебедик Євгеній Сергійович
99. Лебединець Олександр Віталійович
100. Лебейчук Руслан Володимирович
101. Лебідєв Анатолій Геннадійович
102. Лебідь Анатолій Миколайович
103. Лебідь Сергій Вікторович
104. Лебухорський Роман Романович
105. Левандівський Роман Ярославович
106. Левенець Андрій Андрійович
107. Левенець Олег Петрович
108. Левицький Андрій Іванович
109. Левицький Андрій Олегович
110. Левицький Володимир Богданович
111. Левицький В'ячеслав Миколайович
112. Левицький Ігор Олександрович[7]
113. Левицький Микола Вікторович
114. Левицький Олександр Миколайович
115. Левицький Руслан Васильович
116. Левків Михайло Богданович
117. Левківський Віктор Сергійович
118. Левківський Михайло Вікторович
119. Левковський Віталій Вікторович
120. Левковський Максим Васильович
121. Левкун Микола Володимирович
122. Леврінц Олександр Юрійович
123. Левуш Олександр Анатолійович
124. Левченко Анатолій Вікторович
125. Левченко Валерій Валентинович
126. Левченко Віктор Васильович
127. Левченко Іван Олегович
128. Левченко Ігор Вікторович
129. Левченко Лев Сергійович
130. Левченко Олексій Миколайович
131. Левченко Сергій Валерійович
132. Левченко Сергій Володимирович
133. Левченко Юрій Васильович
134. Левченко Юрій Сергійович
135. Левчук Василь Олександрович
136. Левчук Владислав Олександрович
137. Левчук Володимир Олексійович
138. Левчук Остап Михайлович
139. Левчук Павло Миколайович
140. Левчук Сергій Віталійович
141. Левчук Юрій Васильович
142. Легеза Данило[8]
143. Легкий Богдан[9]
144. Легкий В'ячеслав[10]
145. Легкодух Віктор Вікторович
146. Легкошкур Сергій Вікторович
147. Ледовий Євгеній В'ячеславович
148. Лейба Павло Радович
149. Лейдер Олександр Сергійович
150. Лелет Ілля Іванович
151. Лелів Василь Васильович
152. Лелюк Олександр Олександрович
153. Лелявський Юрій Миколайович
154. Лелякін Андрій Володимирович
155. Лемешенко Євгеній Олегович (Лемешенко Євген)[11]
156. Лемещук Іван Михайлович
157. Лемішенко Андрій Миколайович
158. Лемпіцький Руслан Андрійович
159. Лен Сергій Сергійович
160. Ленок Микола[12]
161. Ленюк Василь Ярославович
162. Ленюк Олег Олегович
163. Лень Олександр Іванович
164. Лень Тарас Іванович
165. Леонов Максим Сергійович
166. Леонов Ростислав Вадимович
167. Леонович Роман Дмитрович
168. Леонтій Ілля Корнелійович
169. Леонтюк Леонід Вікторович
170. Леонтьєв Дмитро Васильович
171. Леонченко Микита Сергійович
172. Леонченко Олександр Володимирович
173. Лепетюха Василь Васильович
174. Лепеха Андрій Анатолійович
175. Лепеха Ігор Іванович
176. Лепкалюк Олексій Васильович
177. Лепушняну Іван[13]
178. Лерман Ярослав Йосипович
179. Лесешак Дмитро Васильович
180. Лесик Іван Ігорович
181. Лесич Дмитро Сергійович
182. Лесів Михайло Михайлович
183. Лесний Роман Михайлович[14]
184. Лесников Іван Сергійович
185. Леськів Роман Олексійович
186. Лесняк Денис Ігорович
187. Лестуха Володимир Михайлович
188. Лесь Василь Васильович
189. Леськів Андрій Ігорович
190. Лесюк Богдан Іванович
191. Летик Максим Григорович
192. Леунов Олександр Володимирович
193. Лех Владислав Володимирович
194. Лех Степан Васильович
195. Лехмінко Ігор Ігорович
196. Лешенда Іван Васильович
197. Лещенко Олександр Іванович
198. Лещеня Сергій Вікторович
199. Лещинський Вадим Анатолійович
200. Лещишин Богдан Григорович
201. Лещук Тарас Степанович
202. Лємешов Михайло Федорович[15]
203. Лєсной Валерій Валерійович
204. Лєщєнков Іван Геннадійович

## Либ— Ліщ
1. Либенський Сергій Володимирович
2. Либович Павло Георгійович
3. Ливадар Олександр Іванович
4. Лигун Андрій Федорович
5. Лизенко Микола Сергійович[7]
6. Лизогуб Олександр Олександрович
7. Лилик Владислав Олександрович
8. Лиманець Павло Валентинович
9. Лиманець Сергій Ростиславович
10. Лимарчук Володимир Сергійович
11. Лимарь Олександр Миколайович
12. Лимарь Сергій Вікторович
13. Лин Олександр Петрович
14. Линдюк Ігор Васильович
15. Линський Володимир Іванович
16. Липко Андрій Анатолійович
17. Липчак Федір Федорович
18. Лис Валерій Валерійович
19. Лис Ігор Богуславович
20. Лис Микола Миколайович
21. Лисак Андрій Васильович
22. Лисак Сергій Петрович
23. Лисак Сергій Сергійович
24. Лисак Анастасія Миколаївна
25. Лисаківський Володимир Юрійович
26. Лисенко Володимир Іванович
27. Лисенко В'ячеслав Олексійович
28. Лисенко Георгій Сергійович
29. Лисенко Денис Євгенійович
30. Лисенко Євген Вадимович
31. Лисенко Ігор Георгійович
32. Лисенко Олег Ігорович
33. Лисенко Олексій Сергійович
34. Лисенко Роман Анатолійович
35. Лисенко Сергій Олександрович
36. Лисенко Сергій Олександрович (солдат)
37. Лисенко Сергій Петрович
38. Лисенко Юрій Володимирович
39. Лисенко Юрій Юрійович
40. Лисенков Вадим Миколайович
41. Лисенчук Володимир Васильович
42. Лисечко Антон Ігорович
43. Лисечко Володимир Васильович
44. Лисий Борис Борисович
45. Лисиця Віталій Олексійович
46. Лисиця Дмитро Геннадійович
47. Лисиця Іван Петрович
48. Лисиченко Олександр Миколайович
49. Лиско Віталій Олександрович
50. Лисняк Сергій Георгійович
51. Лисобей Павло Русланович
52. Лисогор Артем Володимирович
53. Лисоконь Олександр Юрійович
54. Лисоконь Юрій Олександрович
55. Листопад Антон Валентинович
56. Листопад Ігор Борисович
57. Лисюк Сергій
58. Лисюк Юрій Олександрович
59. Литвин Андрій Васильович
60. Литвин Богдан Олександрович
61. Литвин Владислав Миколайович
62. Литвин Віктор Олексійович
63. Литвин Віталій Сергійович
64. Литвин Іван Володимирович
65. Литвин Михайло Володимирович
66. Литвин Олег Олексійович
67. Литвин Тарас Андрійович
68. Литвиненко Андрій Васильович
69. Литвиненко Андрій Олександрович
70. Литвиненко Андрій Олександрович (НГУ)
71. Литвиненко Владислав Володимирович
72. Литвиненко Володимир Миколайович
73. Литвиненко Олексій Миколайович
74. Литвиненко Олексій Юрійович
75. Литвиненко Павло Леонідович
76. Литвиненко Роман Сергійович
77. Литвиненко Юрій Сергійович
78. Литвиненко Юрій Юрійович
79. Литвинов Іван Олександрович
80. Литвинов Максим Юрійович
81. Литвинов Олександр Петрович[16]
82. Литвинський Юрій Олексійович
83. Литвинюк Богдан Васильович
84. Литвинюк Сергій Іванович
85. Литвишко Олександр Вікторович
86. Литвяк Сергій Анатолійович
87. Литкін Олександр Вікторович
88. Литковець Степан Леонідович
89. Литовка Олексій Олегович
90. Литовченко В'ячеслав Григорович
91. Литовченко Олег Валерійович
92. Литовченко Олександр Олегович
93. Литус Артем Васильович
94. Литюга Андрій Анатолійович
95. Лифар Анатолій Петрович
96. Лифар Андрій[17]
97. Лифар Ростислав Сергійович
98. Лифар Сергій Іванович
99. Лихін Дмитро Анатолійович
100. Лихман Олександр Вікторович
101. Лиховид Костянтин Григорович
102. Лихогруд Андрій Григорович
103. Лихоліт Валентин Станіславович
104. Лихошва Владислав Володимирович[18]
105. Личак Микола Анатолійович
106. Личманенко Віталій Вікторович
107. Лишенко Сергій Сергійович
108. Лі Артур Климентович
109. Лі Віталій Віталійович
110. Лі Олександр Анатолійович
111. Лі Сергій Георгійович
112. Лібенко Сергій Петрович
113. Ліваковський Сергій Сергійович
114. Лівач Ростислав[19]
115. Лівенко Андрій Петрович
116. Лівенський Андрій Олександрович
117. Ліверін Олександр Миколайович
118. Лівітчук Микола Валерійович
119. Лівковський Дмитро Сергійович
120. Лізвінський Валерій Іванович
121. Ліліченко Петро Петрович
122. Ліневський Станіслав Якович
123. Лінивенко Юрій Володимирович
124. Лінійчук Андрій Андрійович
125. Лініченко Анатолій Васильович
126. Лінкевич Юрій Геннадійович
127. Лінкевіч Олександр Володимирович
128. Лінкін Вадим Віталійович
129. Лінський Дмитро Сергійович
130. Лінчевський Олександр Валерійович
131. Ліньов Володимир Володимирович
132. Ліподат Євген Іванович
133. Ліпський Віктор Володимирович
134. Ліпський Дмитро Олександрович
135. Ліпський Сергій Олексійович
136. Ліптуга Олександр Сергійович
137. Лісін Кирило Андрійович
138. Лісін Олексій Васильович
139. Лісінський Олександр Анатолійович
140. Лісіцин Василь Анатолійович
141. Лісневський Михайло Михайлович
142. Лісник Віорел Павлович
143. Ліснічук Василь Анатолійович
144. Лісняк Владислав Юрійович
145. Лісняк Сергій Михайлович
146. Лісной Сергій Володимирович
147. Лісовенко Дмитро Іванович
148. Лісовенко Сергій Леонідович
149. Лісовий Євгеній Олегович
150. Лісовий Олександр Васильович
151. Лісовий Сергій Сергійович
152. Лісовий Ярослав Олександрович
153. Лісовол Дмитро Олександрович
154. Лісовський Анатолій Анатолійович
155. Лісовський Володимир Миколайович
156. Лісовський Микола Володимирович
157. Лісовський Олександр Миколайович
158. Лістровий Олександр Михайлович
159. Лісяк Андрій Костянтинович
160. Літвін Андрій Геннадійович
161. Літвінов Василь Олександрович
162. Літковець Юрій Сергійович
163. Літовко Микола Валентинович
164. Літун Андрій Миколайович
165. Ліфінцев Олег Васильович
166. Ліханов Вадим Юрійович
167. Ліхачов Сергій Вадимович
168. Ліхонін Ігор Миколайович
169. Ліхонін Олексій Сергійович
170. Ліхтарчук Анатолій Михайлович
171. Лічман Руслан Миколайович
172. Ліщенко Богдан Юрійович[20]
173. Ліщенко Вадим Сергійович
174. Ліщина Андрій Васильович
175. Ліщина Михайло Сергійович
176. Ліщинський Богдан Вікторович
177. Ліщинський Владислав Вацлавович
178. Ліщинський Павло Миколайович
179. Ліщинський Сергій Анатолійович
180. Ліщинський Станіслав Сергійович
181. Ліщук Василь Вікторович
182. Ліцишин Володимир Петрович
183. Ліщук Валерій Іванович
184. Ліщук Віталій Леонідович
185. Ліщук Руслан Володимирович
186. Ліщук Сергій Миколайович

## Лоб— Льо
1. Лобанов Євгеній Валерійович
2. Лобанов Єгор Юрійович
3. Лобас Олександр Анатолійович
4. Лобжин Олександр Володимирович
5. Лобов Анатолійович Едуард
6. Лобов Дмитро Олексійович
7. Лобов Сергій Миколайович
8. Лобода Вадим Михайлович
9. Лобода Едуард Віталійович
10. Лобода Микола Миколайович
11. Лободюк Володимир Іванович
12. Лобоженко Євген Казимирович[21]
13. Лобунець Кирило Сергійович
14. Лобунець Роман Павлович
15. Лобчук Зеновій Іванович
16. Ловар Дмитро Миколайович
17. Ловас Ярослав Онуфрійович
18. Логачов Володимир Володимирович
19. Логвин Геннадій Борисович
20. Логвиненко Василь Васильович
21. Логвиненко Володимир Олексійович
22. Логвиненко Михайло Вікторович[7]
23. Логвиненко Олександр Володимирович
24. Логвін Максим В'ячеславович
25. Логвін Станіслав Володимирович
26. Логвіненко Валентин Леонідович
27. Логин Михайло Романович
28. Логуш Василь Володимирович
29. Логуш Володимир Васильович
30. Логуш Степан Іванович
31. Ложечник Віталій Миколайович
32. Ложешніков Володимир Іванович
33. Лоза Андрій Вікторович
34. Лозко Петро Степанович
35. Лозовенко Владислав Сергійович
36. Лозовий Богдан Віталійович
37. Лозовий Ігор Сергійович
38. Мирослав Лозовський
39. Лозюк Руслан Володимирович
40. Лоізов Іван Юрійович
41. Локота Олександр Дмитрович
42. Локотош Михайло Федорович
43. Локтєв Микола Васильович
44. Локтіонов Владислав Олександрович
45. Лолашвілі Бадрі Годердзійович
46. Ломак Максим Михайлович
47. Ломака Владислав Анатолійович
48. Ломаківська Ірена Юріївна
49. Ломачук Іван Сергійович
50. Ломей Дмитро Вікторович
51. Ломейко Андрій Вікторович
52. Бесо Ломідзе[22]
53. Ломов Віталій Ігорович[23]
54. Ломпа Віталій Володимирович
55. Лоневський Роман Михайлович
56. Лонський Владислав Олегович
57. Лонський Леонід Людвігович
58. Лопаєв Дмитро Олегович
59. Лопань Юрій Михайлович
60. Лопацький Федір Миколайович
61. Лопачак Маркіян Романович
62. Лопушанський Юрій Романович
63. Лопушанський Олександр Олександрович
64. Лопушой Віталій Гаврилович
65. Лосєв Вадим Вікторович
66. Лосєв Максим Вікторович
67. Лосінський Олег Миколайович
68. Лоскот Євген Олександрович
69. Лось Дмитро Володимирович
70. Лось Роман Миколайович
71. Лось Сергій Олександрович
72. Лось Сергій[24]
73. Лотоцький Віталій Зіновійович
74. Лотоцький Олег Васильович
75. Лотоцький Олег Михайлович
76. Леван Лохішвілі[25]
77. Лоцкін Євген Ігорович
78. Лошкарьов Денис Олександрович
79. Лоюк Анатолій Миколайович
80. Лубенець Вадим Ігорович
81. Лубів Ігор Іванович
82. Лугарєв Назарій Олексійович
83. Луговий Андрій Віталійович
84. Луговий Микита Сергійович
85. Луговий Михайло Володимирович
86. Луговий Олег Миколайович
87. Луговська Наталія Романівна
88. Луговський Юрій Анатолійович
89. Лужевський Руслан Михайлович
90. Луканюк Андрій Валерійович
91. Луканюк Роман Миколайович
92. Лукашов Сергій Олександрович
93. Луківський Андрій Сергійович
94. Лукін Володимир Євгенович
95. Лукницький Руслан Богданович
96. Луков Денис Сергійович
97. Луковець Олександр[26]
98. Лук'яненко Дмитро Олександрович
99. Лук'яненко Олег Вікторович
100. Лук'яненко Олег Юрійович
101. Лук'яненко Ярослав Миколайович
102. Лук'янець Ігор Леонідович
103. Лук'янихін Вадим Анатолійович
104. Лук'янович Олександр Володимирович
105. Лук'янцев Юрій Олександрович
106. Лук'янченко Володимир Валерійович
107. Лук'яненко Дмитро Олександрович
108. Лук'янчук Богдан Петрович
109. Лук'янюк Костянтин Костянтинович
110. Лукаш Євген Володимирович
111. Лукаш Олександр Анатолійович
112. Лукаш Олександр Олегович
113. Лукашевич Віктор Григорович
114. Лукашук Андрій Степанович
115. Лукащук Віталій Олександрович
116. Луков Руслан Юрійович
117. Лукунін Сергій Віталійович
118. Луніка Володимир Миколайович
119. Луняка Дмитро Віталійович
120. Луньов Ігор Васильович
121. Луньов Олександр Володимирович[27]
122. Луньов Олександр Григорович
123. Луньов Олександр Ігорович
124. Лупанчук Сергій Костянтинович
125. Лупашко Роман Сергійович
126. Лупиніс Микола[28]
127. Лупинос Дмитро Віталійович
128. Лупікс Яніс Модрисович
129. Лупуляк Володимир Ярославович
130. Лутчин Степан Іванович[29]
131. Луценко Віктор Анатолійович
132. Луценко Віктор Сергійович
133. Луценко Володимир Сергійович
134. Луценко Володимир Степанович
135. Луценко В'ячеслав Іванович
136. Луценко Ігор Вікторович
137. Луценко Олександр Дмитрович
138. Луцик Леонід Петрович
139. Луцишин Володимир Володимирович
140. Луцишин Іван Богданович
141. Луців Андрій Зенонович
142. Луців Микола Васильович (військовослужбовець)
143. Луців Сергій Олександрович
144. Луцків Роман Романович
145. Луцко Анатолій Степанович
146. Луцюк Роман Йосипович
147. Луцький Олександр Леонтійович
148. Луцько Богдан Вікторович
149. Лучанов Олександр Олександрович[30]
150. Лучинський Іван Володимирович
151. Лучников Артем Володимирович
152. Лучанінов Дмитро Григорович
153. Лучечко Юрій Васильович
154. Лучка Руслан Михайлович
155. Лучків Павло Євгенович
156. Лучко Сергій Михайлович
157. Лучук Роман Олександрович
158. Луценко Віктор Васильович
159. Лущик Віктор Федорович
160. Луцик Олександр Романович
161. Луцик Павло Олександрович
162. Лущай Юрій Володимирович
163. Лущик Микола Григорович
164. Лущик Павло Олексійович
165. Львов Роман Володимирович
166. Льовочкін Валентин Андрійович
167. Льозов Максим Олексійович
168. Любавін Володимир Вікторович
169. Любар Олександр Миколайович
170. Любарець Микола Олександрович
171. Любарчук Костянтин Вікторович
172. Любенко Віталій Володимирович
173. Любий Артем Вікторович
174. Любимов Артем Валерійович
175. Любимський Роман Сергійович
176. Любімов Олександр Олександрович
177. Любка Михайло Степанович
178. Любунь Богдан Петрович[30]
179. Любуня Володимир Васильович
180. Любченко Віктор Миколайович
181. Любченко Сергій Іванович
182. Любчик Анатолій Миколайович
183. Любчик Андрій Леонідович
184. Люлька Валерій Петрович
185. Люлька Юрій Володимирович
186. Люльков Віталій Григорович
187. Люльчик Олександр Миколайович
188. Люташин Андрій Олександрович
189. Лютий Віталій Анатолійович
190. Лютий Дмитро Олексійович
191. Лютик Дмитро Васильович
192. Лютик Олександр Борисович
193. Люц Андрій Анатолійович
194. Люшенко Микола Миколайович
195. Лягов Богдан Олександрович
196. Лялик Василь Олексійович
197. Лялевич Сергій Францович
198. Лянга Олександр Володимирович
199. Лянка Максим Юрійович
200. Ляпін Юрій Олегович
201. Ляпунов Денис Юрійович
202. Лях Максим Сергійович
203. Ляхнович Олександр Володимирович
204. Ляхов Антон Сергійович
205. Ляховольський Роман Іванович
206. Ляшенко Богдан Романович
207. Ляшенко Володимир Андрійович
208. Ляшенко Ігор Вікторович
209. Ляшенко Олег Олександрович
210. Ляшенко Олександр Юрійович
211. Ляшенко Сергій Вікторович
212. Ляшкевич Данило Вікторович[31]
213. Ляшко Андрій Андрійович
214. Ляшко Євген Юрійович
215. Ляшко Олександр[32]
216. Ляшок Мирослав Віталійович
217. Ляшок Олександр Іванович
218. Лящук Богдан Васильович
219. Ляшук Данііл Олександрович
220. Ляшук Максим Володимирович
221. Ляшук Олександр Миколайович
222. Ляшук Тарас Іванович
223. Лященко Владислав Павлович
224. Лященко Сергій Олександрович
225. Льова Володимир Васильович